# Accords de normalisation
 (juin 2023).
Si vous disposez d'ouvrages ou d'articles de référence ou si vous connaissez des sites web de qualité traitant du thème abordé ici, merci de compléter l'article en donnant les références utiles à sa vérifiabilité et en les liant à la section « Notes et références ».
Au sein de l'OTAN un accord de normalisation, en anglais Standardization Agreement ou STANAG, définit les processus, les procédures, les termes et les conditions pour des procédures ou des équipements militaires ou techniques communs entre les pays membres de l'alliance. Chaque pays membre de l'OTAN ratifie un STANAG et le met en œuvre au sein de son armée. L'objectif est de mettre en place des procédures opérationnelles et administratives et une logistique communes, afin que les forces armées d'un pays membre puissent utiliser les matériels et le soutien des forces armées d'un autre pays membre. Les STANAG constituent également la base de l'interopérabilité technique entre une grande variété de systèmes de communication et d'information (CIS) essentiels aux opérations de l'OTAN et des Alliés.  Normes et profils d'interopérabilité (NATO Interoperability Standards and Profiles (en)) de la publication alliée de données 34 (ADatP-34) de l'OTAN, qui est couverte par le STANAG 5524, tient à jour un catalogue des normes pertinentes en matière de technologies de l'information et de la communication.
Les STANAG sont publiés en anglais et en français, les deux langues officielles de l'OTAN, par le Bureau de normalisation de l'OTAN (NATO Standardization Agency (en) ou NSO) à Bruxelles.
Parmi les centaines d'accords de normalisation (en avril 2007, on en comptait un peu moins de 1300), on peut citer ceux qui concernent les calibres des munitions d'armes légères, le marquage des cartes, les procédures de communication et la classification des ponts.

## Exemples de normalisations
- STANAG 2019 : Symbologie militaire OTAN interarmées
- STANAG 3838 : Bus de communication
- STANAG 3910 : protocole de transfert de données
- STANAG 4283 : Spécifications et formats visant à assurer l'interopérabilité entre les aéronefs de patrouille maritime et les centres d'opération de la patrouille maritime.
- STANAG 4294 : Système mondial de détermination de la position (Parties I et II) (GPS Navstar)
- STANAG 4545 : Format d'imagerie secondaire de l'Otan (NSIF)
- STANAG 4569 : Niveaux de protection pour les occupants de véhicule blindé léger et logistique
- STANAG 5066 : Format d'échange de données binaires en radio HF.
- STANAG 5511 : Échange de données tactiques - Liaison 11
- STANAG 5516 : Échange de données tactiques - Liaison 16
- STANAG 5522 : Échange de données tactiques - Liaison 22
- STANAG 7148 : Catalog Metadata for Geographic Information (en développement).
- STANAG 6001 : Language profiles.